# Egipcio demótico
El término demótico se refiere tanto a la escritura como al idioma egipcio que surgió en la última etapa del Antiguo Egipto. Para escribirlo se empleaba la escritura ideográfica demótica. Deriva del hierático utilizado en el delta del Nilo. El término fue utilizado por primera vez por el historiador griego Heródoto, para distinguirlo de la escritura hierática y jeroglífica. 
Tras su introducción, el hierático se siguió utilizando por motivos religiosos, mientras que el demótico se usó con fines económicos y literarios. En contraste con el hierático, que solía escribirse en papiros u ostraca, el demótico a veces se grababa en piedra y madera.
Se comenzó a utilizar alrededor del 660 a. C. y se convirtió en la escritura dominante del Antiguo Egipto hacia el 600 a. C. A inicios del siglo IV fue reemplazado por el idioma griego en los textos oficiales; su último uso conocido fue en el año 452 de nuestra Era, grabado sobre los muros del templo dedicado a Isis, en Filé.

## Escrituras jeroglífica, hierática y demótica

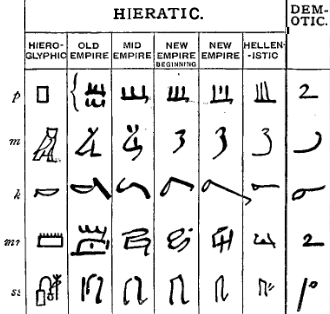
Algunos signos de las escrituras jeroglífica, hierática y demótica.

En el antiguo Egipto se desarrollaron tres tipos básicos de escritura: 
- La escritura ideográfica jeroglífica egipcia fue utilizada desde c. 3200 a. C. en tablillas epónimas, objetos rituales y monumentos. Fue la más antigua y compleja. Jeroglífico proviene del griego ta hieroglyphica (ιερος sagrado, γλυφειν grabar) y significa grabados sagrados.
- La escritura ideográfica hierática egipcia surgió como grafía abreviada de la jeroglífica. Proviene del griego hieratika, que significa sacerdotal.
- La escritura ideográfica demótica es una forma abreviada de la escritura hierática. El término demótico proviene del griego demotika, popular, referente a los asuntos cotidianos.

### Demótico antiguo
El demótico antiguo se concibió en el bajo Egipto durante la última época de la dinastía XXV, figurando en las estelas del Serapeum de Saqqara. Está generalmente datado entre 650 y 400 a. C., aunque la mayoría de los textos escritos en demótico antiguo se fechan en la dinastía XXVI y el periodo de dominación persa, la dinastía XXVII. Después de la reunificación de Egipto bajo Psamético I, el demótico sustituyó al hierático en el alto Egipto, particularmente durante el reinado de Amasis, cuando se convirtió en la escritura oficial administrativa y legal. Durante este periodo, el demótico se usaba solamente en los textos administrativos, legales y comerciales, mientras que el jeroglífico y el hierático estaban reservados para textos ceremoniales.

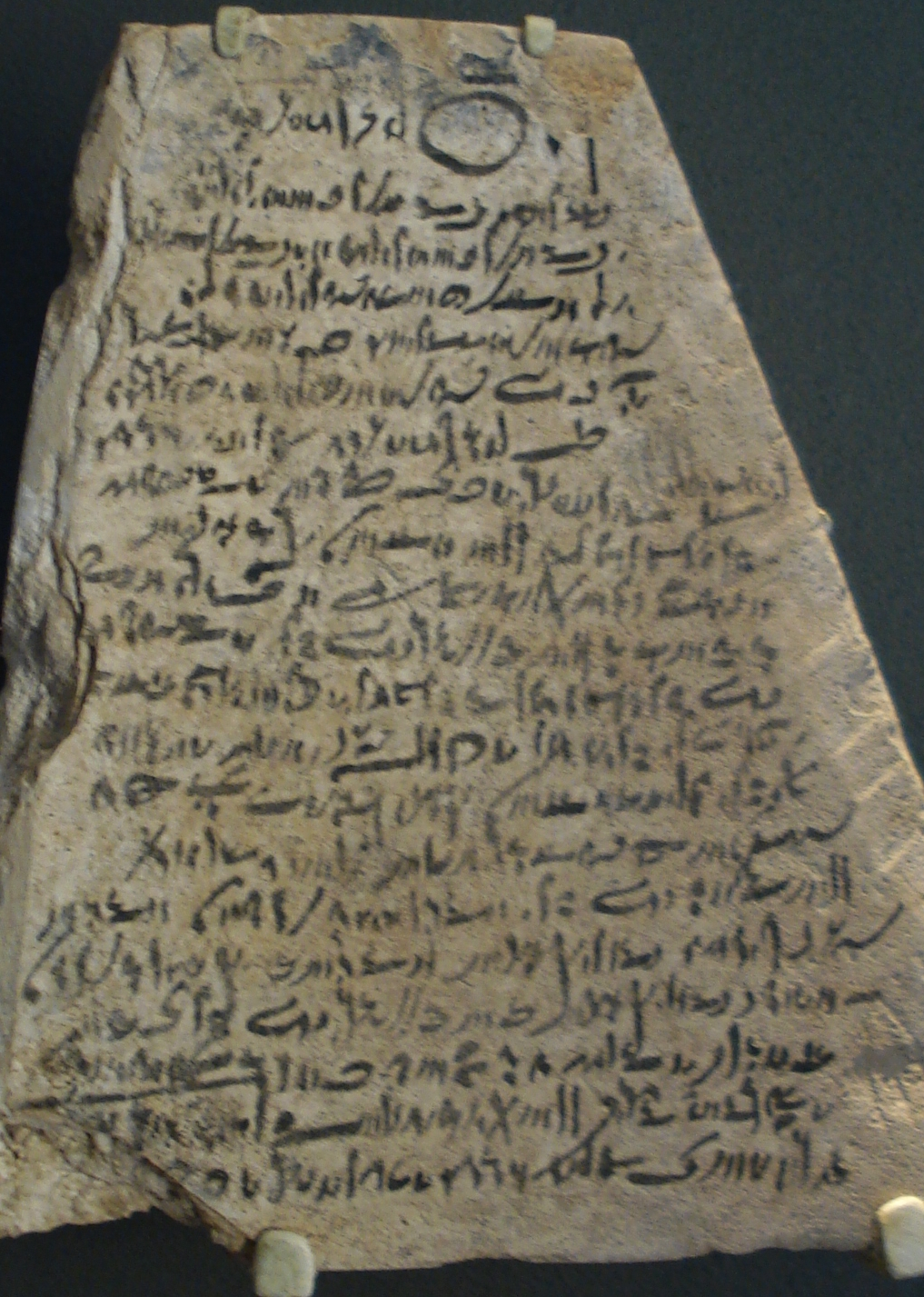
Texto en escritura demótica de la época ptolemaica (ostracon).

### Demótico medio (ptolemaico)
El demótico medio (c. 400 a 30 a. C.) es la etapa de la escritura usada durante el período ptolemaico. A partir del siglo IV a. C., el empleo del demótico crece, como se puede ver por el incremento del uso en textos literarios y religiosos. Hacia el final de III siglo a. C., el idioma griego era ya más importante, pues era la lengua administrativa del país. Los contratos en demótico perdieron la mayor parte de su fuerza legal a menos que hubiera una anotación en griego colocada por las autoridades.

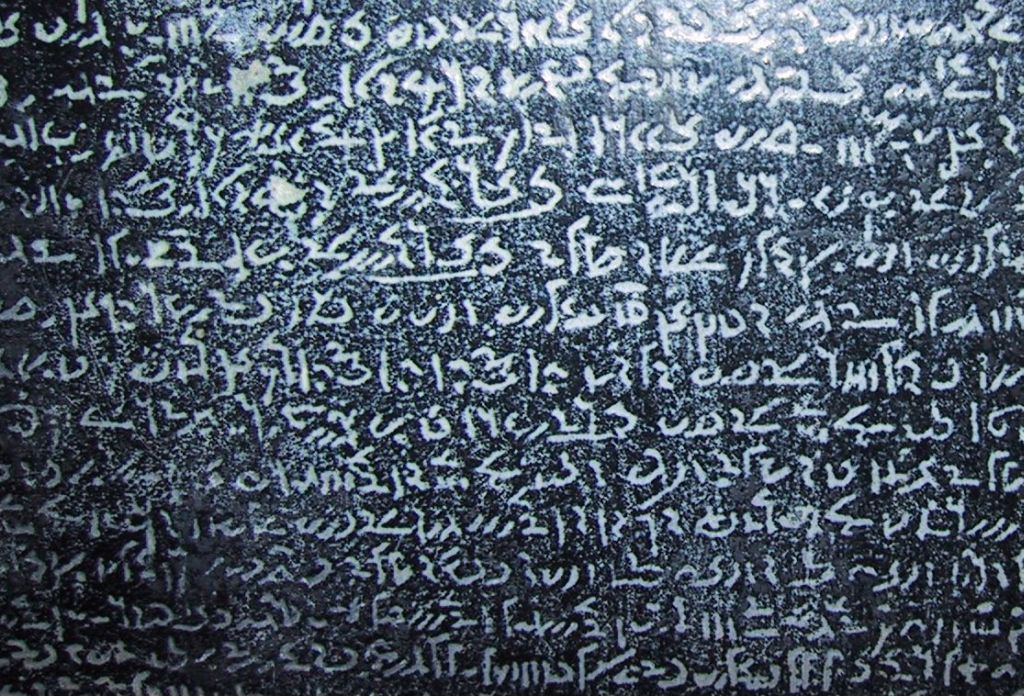
Texto en escritura demótica, en una réplica de la Piedra de Rosetta.

### Demótico tardío (romano)
Al principio de la época romana de Egipto, el demótico se fue usando cada vez menos en la vida pública en beneficio del griego helenístico. Hay, sin embargo, varios textos literarios escritos en demótico tardío (desde  aproximadamente 30 a. C. hasta el 452), especialmente en los siglos I y II, aunque la cantidad de textos en demótico disminuyó rápidamente hacia el final del siglo II. Después, el demótico solamente se empleó en algunos ostraca, anotaciones a textos griegos, etiquetas en momias y grafitis. La última inscripción demótica se fecha el 11 de diciembre del año 452 y consiste en un grafiti realizado en los muros del templo de Isis, en File, Egipto.

### La lengua demótica
El egipcio demótico, usado entre los siglos IV a. C. y V d. C., es una variedad de la lengua egipcia, que representa el último estadio lingüístico precristiano y comparte mucho con la lengua copta posterior, usada entre los siglos V d. C. y XV d. C. En las fases anteriores del demótico, tal como los textos escritos en la antigua escritura demótica, representó probablemente el idioma hablado de la época. Pero, como fue utilizada cada vez más solamente con propósitos literarios y religiosos, la lengua escrita divergió cada vez más de la forma hablada, dando a los últimos textos demóticos un carácter artificial, similar al uso del egipcio medio clásico durante el período ptolemaico.